# Urocynchramus
Urocynchramus is een geslacht van vogels uit de familie Urocynchramidae. Het geslacht telt één soort.

## Taxonomie
- Urocynchramus pylzowi – Przewalski-roodmus (Przewalski, 1876)